# Хроника Великой Отечественной войны (декабрь 1943 года)

## 1 декабря1943 года. 893-й день войны
1 декабря 1943 года завершилась Тегеранская конференция руководителей СССР, США, Великобритании, проходившая с 28 ноября 1943 года. Тегеранская конференция приняла «Декларацию о совместных действиях в войне против Германии и о послевоенном сотрудничестве трёх держав».
Нижнеднепровская стратегическая наступательная операция (см. карту — Битва за Днепр (330 КБ) (недоступная ссылка)). В 11 часов 1 декабря после авиационной и артиллерийской подготовки противник возобновил наступление с целью прорыва кольца окружения вокруг гарнизона города Черкассы. Основные усилия его и на этот раз были сосредоточены вдоль дороги Белозерье — Черкассы. Прорвав оборону 52-й армии К. А. Коротеева в районе озера Ракита, вражеские танки достигли железнодорожной будки восточнее отметки 107,3, где были встречены огнём нашей артиллерии. Одновременно с наступлением противника на Черкассы с юга часть сил черкасского гарнизона нанесла удар с севера и соединилась в районе отметки 107,3 со своей группировкой, наступавшей вдоль дороги Белозерье — Черкассы из районов Белозерье, Степанки. В результате этого 18-й и 21-й полки 7-й гвардейской воздушно-десантной дивизии оказались отрезанными от главных сил армии.
2 и 3 декабря противник неоднократно пытался разобщить окруженные полки и уничтожить их по частям, но достичь поставленной цели ему не удалось.
Керченско-Эльтигенская десантная операция (см. карту — Керченско-Эльтигенская десантная операция (162 КБ)). После того как немцам удалось приостановить наступление советских войск восточнее Керчи, контратаки против эльтигенского десанта возобновились с особой силой. До 1 декабря десант отражал атаки и удерживался на занятых рубежах. Противник, подтянув к Эльтигену 6-ю кавалерийскую румынскую дивизию и сводный немецкий полк, прорвал оборону десанта. К этому времени эльтигенцы выполнили свою основную задачу обеспечения высадки войск 56-й армии на главном направлении. Командующий операцией приказал десанту эвакуироваться с плацдарма. Кораблям не удалось подойти к пунктам высадки. Тогда десант прорвал вражеский заслон и направился на соединение с главными силами по суше.
Совинформбюро. В течение 1 декабря между реками СОЖ и ДНЕПР, северо-западнее ГОМЕЛЯ, наши войска, преодолевая сопротивление и контратаки противника, продолжали вести наступательные бои, в ходе которых заняли несколько населённых пунктов.
В районе нижнего течения реки ПРИПЯТЬ наши войска с боями продвигались вперёд и заняли несколько населённых пунктов, в том числе районный центр Полесской области НАРОВЛЯ.
В районе ЧЕРКАССЫ наши войска, отбивая контратаки пехоты и танков противника, продолжали вести бои по расширению плацдарма на правом берегу ДНЕПРА.
Юго-западнее КРЕМЕНЧУГА наши войска в результате упорных боёв овладели сильно укреплёнными опорными пунктами противника ВЕЛИКАЯ СКЕЛЕВА, МАЛАЯ СКЕЛЕВА, МИРОНОВКА, КРАСНО-УРАЛЬСК, НОВО-ПОКРОВКА, ЮЛКАНОВКА, БАНДУРОВКА.

## 2 декабря1943 года. 894-й день войны
Оршанская наступательная операция. Войска Западного фронта вынуждены перейти к обороне, так и не сумев прорвать вражескую оборону. Завершилась Оршанская наступательная операция (началась 12 октября). Продвижение войск фронта не превысило 5—15 километров. Потери войск фронта составили 24 553 человека безвозвратные, 79 867 человек санитарные. Общие потери составили 104 420 человек. Среднесуточные потери — 2008 человек.
Совинформбюро. В течение 2 декабря между реками СОЖ и ДНЕПР, северо-западнее ГОМЕЛЯ, наши войска, продолжая наступление, заняли более 80 населённых пунктов; среди них крупные населённые пункты КАНАВА, ЗВОНЕЦ, СТАРЫЙ ДОВСК, КЛЕТИЩЕ, ПЕТРАВИЧИ, ХИЗОВО, БЕРЕСТОВЕЦ, МЕРКУЛОВИЧИ, ГОЛОВАЧИ, ЛОЗОВ, НЕГОВКА, БРОННИЦА, ЗАБАБЬЕ, ГУБИЧИ, ДЕДОВ КУРГАН, НЕСОЕВ, НИКОЛАЕВ.
В районе нижнего течения реки ПРИПЯТЬ наши войска с боями продвигались вперёд и заняли населённые пункты НИЖНИЙ МЛЫНОК, ЗАВОЙТЬ, СМОЛЕГОВ, БУДА, БУДКИ, ГОЛОВЧИЦЫ, ГРУШЕВКА, АНТОНОВ.
В районе ЧЕРКАССЫ наши войска отбивали контратаки пехоты и танков противника и нанесли ему большие потери в живой силе и технике.
Юго-западнее КРЕМЕНЧУГА наши войска, преодолевая сопротивление и контратаки противника, овладели сильно укреплёнными опорными пунктами его обороны СКОБИЕВКА, РЁВОВКА, ЗОЛАТАРЁВКА, СЕРЕБРЯНАЯ, ФЕДОРКИ, ДМИТРОВКА, ПРОТОПОПОВКА.

## 3 декабря1943 года. 895-й день войны
Совинформбюро. В течение 3 декабря северо-западнее ГОМЕЛЯ наши войска, продолжая наступление, с боями заняли более 100 населённых пунктов; среди них крупные населённые пункты ШАПЧИЦЫ, ДОВСК, СВЕРЖЕНЬ, МАЛАШКОВИЧИ, ДОВЦЫ, КРАСНИЦА, КАМЕНКА РЫСКОВСКАЯ, ФУНДАМЕНКА, НАДЕЖДИНО, ХИМЫ, СТОЛПНЯ, УГЛЫ, БУДА ЛЮШЕВСКАЯ, НОВАЯ СЛОБОДА, СТАРАЯ РУДНЯ, ПИРЕВИЧИ, КРУГОВЕЦ, РУДЕНКА, СКЕПНЯ и железнодорожная станция САЛТАНОВКА.
В районе ЧЕРКАССЫ наши войска отбивали атаки пехоты и танков противника.
Западнее и юго-западнее КРЕМЕНЧУГА наши войска в результате упорных боёв овладели районным центром Кировоградской области городом НОВО-ГЕОРГИЕВСК, а также заняли населённые пункты СТАРО-ЛИПОВО, НОВО-ЛИПОВО, КЛОЧКОВО, КАЛАБОРОК, БАБИНОВКА, ЧЕРНИКОВКА, НИКОЛЬСК, ФЕДОРКИ, НОВО-ПИЛИПОВКА и узловую железнодорожную станцию КОРИСТОВКА.

## 4 декабря1943 года. 896-й день войны
Нижнеднепровская стратегическая наступательная операция. С утра 4 декабря части 52-й армии К. А. Коротеева перешли в наступление и после упорного боя соединились с 18-м полком 7-й гвардейской воздушно-десантной дивизии. Однако развить успех в направлении кирпичных заводов им не удалось. Тем временем 21-й полк, занимая круговую оборону в районе кирпичных заводов и отражая многочисленные атаки противника. В связи с тяжёлым положением частей 7-й гвардейской воздушно-десантной дивизии было решено отвести их в район Русской Поляны и Геронимовки.
К исходу 5 декабря, в результате шестидневных упорных боев войска 52-й армии в районе Черкасс занимали рубеж: Дубиевка, отметка 111,5, колхоз «Новый Пахарь», воинский лагерь, городское кладбище, табачная фабрика, улица Ленина, лесопильный завод на северо-восточной окраине города.
Керченско-Эльтигенская десантная операция. Продолжалось наращивание сил Отдельной Приморской армии на керченском плацдарме. К 4 декабря на Еникальский полуостров было перевезено 8 эшелонов войск. Всего Азовская военная флотилия переправила 75 040 человек, 2712 лошадей, больше 450 орудий разного калибра вплоть до 152-миллиметровых гаубиц, 187 миномётов, 764 автомашины (из них 58 с установками PC), 128 танков, 7180 тонн боеприпасов, 2770 тонн продовольствия и большое количество других грузов.
Совинформбюро. В течение 4 декабря северо-западнее ПРОПОЙСКА наши войска вели бои с противником, в ходе которых заняли несколько населённых пунктов; среди них ШЕПЕРЕВО, ВЫСОКОЕ, ЛАПЕНИ, ПЕТУХОВКА, КУЗЬМИНИЧИ, СТАРАЯ БУДД, УСТЬЕ, ХОМЕНКИ, ЮШКОВИЧИ, УСУШЕК, ДОЛГИЙ МОХ, ГРЯЗИВЕЦ, ХОТИЩЕ.
Северо-западнее ГОМЕЛЯ наши войска с боями продвигались вперёд и заняли более 30 населённых пунктов, среди которых крупные населённые пункты ГАДИЛОВИЧИ, ДУБРАВА, ТУРСК, ГОРОДЕЦ, ВИШЕНКИ, СВЯТОЕ, БАРАНОВКА, ГЛУШИЦА и железнодорожная станция ХАЛЬЧ.
В районе ЧЕРКАССЫ наши войска продолжали отбивать атаки пехоты и танков противника.
Юго-западнее КРЕМЕНЧУГА наши войска, преодолевая сопротивление противника, овладели несколькими сильно укреплёнными опорными пунктами его обороны.

## 5 декабря1943 года. 897-й день войны
Совинформбюро. В течение 5 декабря северо-западнее ПРОПОЙСКА наши войска, преодолевая сопротивление и контратаки противника, овладели сильно укреплёнными опорными пунктами его обороны ДВОРОВЫЙ, БОВКИ, ДАБУЖА.
Северо-западнее ГОМЕЛЯ наши войска с упорными боями продвигались вперёд и заняли несколько населённых пунктов.
В районе ЧЕРКАССЫ наши войска отбивали атаки пехоты и танков противника.
Западнее и юго-западнее КРЕМЕНЧУГА наши войска в результате упорных боёв овладели сильно укреплёнными опорными пунктами противника ВЕТРОВКА, ИВАНКОВЦЫ, ВОЛОШИНО-ОРЛОВКА.
На других участках фронта — разведка и артиллерийско-миномётная перестрелка.
Несколько дней тому назад противник высадил десант на Кинбургской косе и занял Форштадт и Покровские хутора. Решительной атакой наших войск десант противника к утру 5 декабря полностью был уничтожен. Захвачено в плен более 500 солдат и офицеров противника. Противник оставил на поле боя до 700 убитых солдат и офицеров. Взяты трофеи.

## 6 декабря1943 года. 898-й день войны
Нижнеднепровская стратегическая наступательная операция. 6 декабря 5-я гвардейская армия 2-го Украинского фронта вела наступление юго-западнее Кременчуга и после ожесточенных боев овладела городом Александрия. Противник пытался задержать продвижение советских войск на подступах к Знаменке и был вынужден снять часть сил с черкасского направления и перебросить их для усиления своей александрийской группировки.
Учитывая сложившуюся обстановку, командующий 52-й армией К. А. Коротеев 6 декабря вновь принял решение продолжать наступление с целью окончательного овладения городом Черкассы и продвижением на Смелу. В течение 6—8 декабря войска частью сил вели бой в городе и главными силами готовились к решающему штурму.
Совинформбюро. В течение 6 декабря северо-западнее ГОМЕЛЯ наши войска продолжали вести наступательные бои, в ходе которых заняли несколько населённых пунктов.
В районе ЧЕРНЯХОВА наши войска отбивали атаки крупных сил танков и пехоты противника.
Юго-западнее КРЕМЕНЧУГА наши войска, сломив сопротивление противника, овладели городом АЛЕКСАНДРИЯ и сильно укреплёнными опорными пунктами его обороны ВЕРБОВКА, МОСКОВСКОЕ, ЕФИМОВКА, ЗАЛОМЫ, ПЛОСКОЕ, ГУТНИЦКАЯ, КРАСНОСЕЛЬЕ, ЦИБУЛЕВО, ВЕСЕЛЫЙ КУТ, ВОДЯНА, КОНСТАНТИНОВКА, ЯСИНОВАТКА, МОРОЗОВКА, ЗВЕНИГОРОДКА, ГОЛОВКОВКА, ОЛИМПИАДОВКА, НОВО-НИКОЛАЕВКА, МАРЬЯНОВКА, железнодорожными станциями ДИКОВКА, АЛЕЕВКА, МОРОЗОВКА, БАЙДАКОВКА. В результате стремительного удара наши войска перерезали железную дорогу СМЕЛА — ЗНАМЕНКА.

## 7 декабря1943 года. 899-й день войны
Керченско-Эльтигенская десантная операция. 7 декабря эльтигенский десант прорвался в Керчь и закрепился на горе Митридат. Командующий армией решил подбросить подкрепление эльтигенскому десанту. Преодолев ожесточенное сопротивление врага, моряки доставили туда 83-ю бригаду морской пехоты. Свежее подкрепление усилило десант. Но противник подтянул сюда большие силы, самоходную артиллерию, захватил господствующие высоты. Частям десанта пришлось отойти в порт и занять оборону у причалов.
Совинформбюро. В течение 7 декабря западнее и юго-западнее КРЕМЕНЧУГА наши войска, преодолевая сопротивление и контратаки противника, овладели сильно укреплёнными опорными пунктами его обороны КЛОЧКОВО, МАЛАЯ АНДРУСОВКА, АНДРУСОВКА, ЕРЁМОВКА, ВАСИЛЬЕВКА, ГРИГОРЬЕВКА, ГЛИНСК, АРСЕНЬЕВА, ВЕРЩАЦ, ШАМОВКА, ВАСОВКА, МАРТО-ИВАНОВКА, СЕМЁНОВКА, ИВАНОВКА, ДУБОВЫЙ и железнодорожной станцией ПАНТАЕВКА.
В районе ЧЕРНЯХОВА наши войска продолжали вести ожесточённые бои с крупными силами пехоты и танков противника и под их давлением оставили несколько населённых пунктов.

## 8 декабря1943 года. 900-й день войны
Совинформбюро. В течение 8 декабря западнее и юго-западнее КРЕМЕНЧУГА наши войска, преодолевая сопротивление и контратаки противника, продолжали наступление и овладели районными центрами Кировоградской области ЕЛИЗАВЕТГРАДКА, НОВАЯ ПРАГА, а также заняли населённые пункты СЕМИГОРЬЕ, ОНОВО, МИХАЙЛОВКА, СВЕТЛОПОЛЬЕ, ГРИГОРЬЕВКА и железнодорожную станцию ШАРОВКА. Таким образом, железная дорога ЗНАМЕНКА — НИКОЛАЕВ, ЗНАМЕНКА — КРИВОЙ РОГ перерезана нашими войсками.
В излучине ДНЕПРА, юго-западнее ДНЕПРОПЕТРОВСКА, наши войска вели бои местного значения, в ходе которых овладели несколькими сильно укреплёнными опорными пунктами противника.
В районе северо-восточнее ЧЕРНЯХОВА наши войска вели ожесточённые бои с противником, в ходе которых нами оставлено несколько населённых пунктов.

## 9 декабря1943 года. 901-й день войны
Нижнеднепровская стратегическая наступательная операция. 9 декабря в 8 часов 30 минут утра после 30-минутной артиллерийской подготовки начался штурм города Черкассы. С первых минут боя противник оказал упорное сопротивление. Наиболее ожесточенный характер носили бои в районе железнодорожной станции. 7-я гвардейская воздушно-десантная дивизия медленно продвигалась вперед, отражая контратаки пехоты и танков врага и очищая от противника кварталы города. К исходу дня она овладела железнодорожной станцией. Стрелковые дивизии 52-й армии вели наступление непосредственно в городе, очистили от противника ряд кварталов и отразили во второй половине дня его контратаки.
9 декабря 5-я гвардейская армия 2-го Украинского фронта овладела железнодорожным узлом Знаменка. В этих боях существенную помощь частям Красной Армии оказали партизаны.
Совинформбюро. В течение 9 декабря западнее и юго-западнее КРЕМЕНЧУГА наши войска, преодолевая сопротивление и контратаки противника, продолжали наступление и овладели сильно укреплёнными населёнными пунктами ВОРОНОВКА, ПОДОРОЖНОЕ, ЧАПЛИЩЕ, ТАРАСОВКА, КОЛОНТАЕВ-ПОЛЬСКИЙ, РАЦЕВО, КОЛОНТАЕВ, СТЕЦОВКА, СНЕЖКОВКА, ПЕТРОВО, МОШОРИНО, ЗАРУДНЫЙ БАЙРАК, МИТРОФАНОВКА, СПАСОВО и железнодорожной станцией МЕДЕРОВО.
В районе северо-восточнее ЧЕРНЯХОВА наши войска отбивали атаки крупных сил пехоты и танков противника.

## 10 декабря1943 года. 902-й день войны
Нижнеднепровская стратегическая наступательная операция. 10 декабря напряжённые бои развернулись в районе железнодорожной станции города Черкассы. Утром 10 декабря противник контратаковал подразделения 29-го гвардейского воздушно-десантного полка. Вследствие неожиданности удара врагу удалось смять подразделения полка на левом фланге и расстроить его боевые порядки. Полк под давлением противника отошёл в район железнодорожной станции, но к 18 часам вновь овладел ранее оставленным им участком. 10 декабря части 52-й армии К. А. Коротеева, ведущие бои в городе, овладели тринадцатью кварталами.
Совинформбюро. Войска 2-го Украинского фронта после трёхдневных упорных боёв 9 декабря овладели городом и железнодорожным узлом ЗНАМЕНКА.
В течение 10 декабря на КИРОВОГРАДСКОМ направлении наши войска с боями заняли населённые пункты ГРИГОРЬЕВКА, ПЛЕШКОВО, ТОПИЛО, КОПАНИ, КУЧЕРОВКА, ХИРОВКА, КОНСТАНТИНОВКА, ВЛАДИМИР, ВЕРШИНА-КАМЕНКА, ПЕТРОВСКИЙ, ЧЕЧЕЛЕВКА и железнодорожные станции ХИРОВКА, ЧАБАНОВКА.
В районе южнее МАЛИН наши войска успешно отбивали атаки крупных сил пехоты и танков противника и нанесли ему большие потери в живой силе и технике.

## 11 декабря1943 года. 903-й день войны
Нижнеднепровская стратегическая наступательная операция. 11 декабря 52-й армией К. А. Коротеева 2-го Украинского фронта было занято ещё двенадцать кварталов города Черкассы. К исходу дня в руках противника находилась только юго-восточная часть города. В ходе уличных боев в боевых порядках наступавших войск действовали штурмовые группы. В уличных боях нашими войсками широко применялись ручные дымовые гранаты и бутылки с горючей смесью, которые являлись хорошим средством для ослепления и уничтожения вражеских огневых средств и его оборонительных сооружений.
Керченско-Эльтигенская десантная операция. 11 декабря эльтигенский десант был эвакуирован с Керченского полуострова. Основные силы десанта были переправлены в Тамань. Завершилась Керченско-Эльтигенская десантная операция. Войска Отдельной Приморской армии, захватив Еникальский полуостров, перешли к обороне.
Боевые действия проходили с 31 октября по 11 декабря 1943 года. Продолжительность операции составила 42 суток. Численность войск к началу операции — 150000 человек. Людские потери в операции: безвозвратные — 6985 человек (4,6 %), санитарные — 20412 человек, всего — 27397 человек, среднесуточные — 652 человека.
Совинформбюро. В течение 11 декабря на КИРОВОГРАДСКОМ направлении наши войска, преодолевая сопротивление противника, продолжали наступление и овладели районным центром Кировоградской области НОВГОРОДКА, а также заняли населённые пункты ЦВЕТКА, СОСНОВКА, ОМЕЛЬГОРОД, ЯСИНОВЫЙ, ФЕДВАРЬ, СПАС-МАЖАРОВКА, ГЛУБОКАЯ БАЛКА, НОВО-МИХАЙЛОВКА, СОТНИНСКИЙ, ВЕРБЛЮЖКА и железнодорожную станцию САХАРНАЯ.
В районе южнее и юго-западнее МАЛИНА наши войска вели успешные бои с пехотой и танками противника.

## 12 декабря1943 года. 904-й день войны
В Москве подписан Договор о дружбе, взаимной помощи и послевоенном сотрудничестве между СССР и Чехословацкой республикой.
Нижнеднепровская стратегическая наступательная операция. 12 декабря левофланговые подразделения 294-й стрелковой дивизии 52-й армии штурмом овладели железнодорожной станцией в районе пристани города Черкассы. Наступление частей армии в городе значительно замедлилось. Враг сопротивлялся, намереваясь продержаться до подхода своих резервов со стороны Смелы. Командующий 52-й армией К. А. Коротеев усилил войска, наступавшие на направлении главного удара армии, за счёт 294-й стрелковой дивизии. В ночь на 13 декабря войска армии закончили перегруппировку и заняли исходное положение для наступления.
Совинформбюро. В течение 12 декабря на КИРОВОГРАДСКОМ направлении наши войска вели наступательные бои, в ходе которых овладели населёнными пунктами ЗЕЛЁНЫЙ ГАЙ, БОГДАНОВКА, МАТРЁНОВКА, ДОНИНО-КАМЕНКА 1-я, НОВАЯ АНДРЕЕВКА, НОВО-НИКОЛАЕВКА, МАЗУРКОВКА.
Западнее КРЕМЕНЧУГА наши войска, сломив сопротивление противника, овладели районным центром Черкасской области городом ЧИГИРИН, а также заняли населённые пункты БУЖИН, ТИНЬКИ, ГАЛАГАНОВКА, ЧЕРНЕЧЕ, ХЕРСОНКА.
Южнее и юго-западнее МАЛИНА наши войска вели бои с пехотой и танками противника, в ходе которых выбили его из нескольких населённых пунктов.

## 13 декабря1943 года. 905-й день войны
Городокская операция. Началась Городокская наступательная операция войск 1-го Прибалтийского фронта, продолжавшаяся до 31 декабря 1943 года (см. карту — Городокская наступательная операция (79 КБ) (недоступная ссылка)). Операция проводилась с целью ликвидации Городокского выступа, образовавшегося на завершающем этапе Невельской операции. Планировалось встречными ударами 11-й гвардейской и 4-й Ударной армий в направлении станцию Бычиха разгромить городокскую группировку противника, овладеть г. Городок и наступать на Витебск. Выступ обороняли 8 пехотных и авиаполевых дивизий, 1 танковая дивизия и ряд отдельных частей 3-й танковой армии группы армий «Центр».
Утром 13 декабря потеплело, небо затянулось тучами, видимость ухудшилась до предела и использование авиации было крайне затруднено. Артиллерийская подготовка, начавшаяся в 9 часов утра, длилась почти два часа с перерывами, так как боеприпасов было недостаточно, затем огонь был перенесён в глубину. Одновременно стрелковые части двинулись в атаку.
Передовым подразделениям 11-й гвардейской армии удалось ворваться в расположение противника и захватить почти все траншеи первой позиции полосы обороны на всём участке прорыва. Но дальше с ходу продвинуться не удалось. Командование противника, использовав тактические резервы (два полка 129-й пехотной дивизии), вскоре уплотнило свои боевые порядки в глубине обороны. К 16 часам 13 декабря войскам 11-й гвардейской армии удалось овладеть траншеями второй позиции полосы обороны, а вскоре один из полков 84-й дивизии вышел на шоссе Невель — Городок.
4-я Ударная армия полностью прорвала главную полосу обороны противника. К исходу суток на участке наступления 2-го гвардейского стрелкового корпуса генерала А. П. Белобородова создались предпосылки для ввода в прорыв 5-го танкового корпуса генерала М. Г. Сахно и 3-го гвардейского кавалерийского корпуса генерала Н. С. Осликовского.
Нижнеднепровская стратегическая наступательная операция. В 9 часов 13 декабря 52-я армия К. А. Коротеева 2-го Украинского фронта начали штурм города Черкассы. 294-я стрелковая дивизия, захватив несколько домов на окраине города, к 15 часам вклинилась в глубину обороны противника. 7-я гвардейская воздушно-десантная дивизия в начале штурма продвижения не имела. Для обеспечения успешного завершения штурма города артиллерия армии держала под непрерывным огнём места скопления вражеских сил, а авиация контролировала основные коммуникации противника. В боевые подразделения, понесшие значительные потери, был направлен личный состав тыловых частей.
Атакуя противника, войска армии овладели почти всеми крупными зданиями города. К исходу дня 7-я гвардейская воздушно-десантная дивизия достигла юго-восточной окраины города. Части 254-й стрелковой дивизии выбили противника с занимаемых позиций вдоль железнодорожной насыпи и, преодолев к 22 часам несколько неприятельских заслонов, продолжили наступление. 373-я стрелковая дивизия отбила все контратаки противника и в течение дня овладела ещё тремя кварталами.
Совинформбюро. В течение 13 декабря на КИРОВОГРАДСКОМ направлении наши войска вели наступательные бои, в ходе которых заняли несколько населённых пунктов.
Западнее КРЕМЕНЧУГА наши войска, преодолевая сопротивление противника, овладели укреплёнными пунктами его обороны АДАМОВКА, КОЖАРКИ, ГУЩЕВКА, ЯНИЧЬ, ВДОВИН ХУТОР.
Южнее МАЛИНА наши войска продолжали вести бои с пехотой и танками противника, в результате которых улучшили свои позиции.

## 14 декабря1943 года. 906-й день войны
Городокская операция. С утра 14 декабря наступление продолжилось. Дивизии, действовавшие на левом фланге и в центре 11-й гвардейской армии К. Н. Галицкого, не добились серьёзных успехов, так как за ночь противник подтянул сюда резервы. 14 декабря на правом крыле 11-й гвардейской армии были введены в сражение 1-й танковый корпус. 84-я гвардейская стрелковая дивизия Г. Б. Петерса 36-го гвардейского корпуса генерала П. Г. Шафранова совместно с 1-м танковым корпусом В. В. Буткова в первой половине дня продвинулись на 4 километра. После полудня в бой вступила 83-я гвардейская дивизия Я. С. Воробьёва. Дивизия, стремительно продвигаясь вперёд, нанесла врагу ощутимые потери, что помогло продвижению и соседней 360-й стрелковой дивизии.
С утра в полосе действий 2-го гвардейского корпуса 4-й ударной армии в прорыв был введён 5-й танковый корпус генерала М. Г. Сахно. Около 17 часов передовой отряд 24-й танковой бригады из корпуса М. Г. Сахно с десантом автоматчиков из 47-й Невельской дивизии Г. И. Чернова овладел станцией Блохи, перерезав железную дорогу и взорвав железнодорожный мост, расположенный южнее станции.
Нижнеднепровская стратегическая наступательная операция. В 2 часа 30 минут 14 декабря штурм города Черкассы завершился. Закрепившись в нём частью сил, 52-я армия К. А. Коротеева перешла к преследованию противника в направлениях на Смелу и Красную Слободу. 14 декабря Москва салютом приветствовала войска, овладевшие городом Черкассы.
Совинформбюро. Войска 2-го Украинского фронта, продолжая развивать наступление, 14 декабря в результате напряжённых боёв овладели городом ЧЕРКАССЫ, важным узлом обороны немцев на правом берегу ДНЕПРА.
Западнее КРЕМЕНЧУГА наши войска продолжали наступление и овладели пунктами ШАБЕЛЬНИКИ, БОРОВИЦА, ПОГОРЕЛЬЦЫ, МОРДВА, РОСОШЕНЦЫ.
На КИРОВОГРАДСКОМ направлении наши войска вели бои с противником, в ходе которых заняли несколько населённых пунктов.
Юго-западнее МАЛИНА наши войска отбивали атаки пехоты и танков противника, в ходе которых нанесли ему большие потери в живой силе и технике. Южнее МАЛИНА наши войска оставили РАДОМЫШЛЬ.

## 15 декабря1943 года. 907-й день войны
Нижнеднепровская стратегическая наступательная операция. Войска 4-й гвардейской армии 2-го Украинского фронта в ходе наступления вдоль правого берега Днепра соединились с войсками 52-й армии, ведущими бои на плацдарме в районе г. Черкассы.
Продолжая преследовать остатки разгромленных частей противника, отходивших от города Черкассы в южном и юго-западном направлениях, 52-я армия К. А. Коротеева к исходу 15 декабря вышла на рубеж Будище, восточная окраина Бол. Староселье, северный берег болота Ирдынь, северная окраина Белозерья, Степанки и далее по левому берегу р. Тясмин до Худолеевки (28 км юго-восточнее Черкасс). Попытка наших войск форсировать болото Ирдынь и р. Тясмин и овладеть г. Смела успехом не увенчалась. Противник, воспользовавшись задержкой главных сил 52-й армии в районе Черкасс, сумел усилить свои войска в районе Смелы, прочно укрепить это направление и отразить все атаки передовых частей армии, очистивших от врага только Белозерье и Басы.
Совинформбюро. В течение 15 декабря южнее и юго-восточнее ЧЕРКАССЫ наши войска, продолжая успешное наступление, с боями овладели крупными населёнными пунктами ЗМОГАЙЛОВКА, КРАСНАЯ СЛОБОДА, ЛЕСКИ, ТАЛДЫКИ, ХУДЯКИ, ЛОМОВАТОЕ, САГУНОВКА, ТОПИЛОВКА, МУДРОВКА, СТЕПАНКИ, БОЛЬШОЙ БУЗУКОВ, НЕЧАЕВКА, ДУМАНЦЫ, ХУДОЛЕЕВКА, ТРУШЕВЦЫ, СУББОТОВ, ЧЕМЕРЕВКА и железнодорожной станцией БЕЛОЗЁРЬЕ.
На КИРОВОГРАДСКОМ направлении наши войска, преодолевая сопротивление и контратаки пехоты и танков противника, продолжали вести наступательные бои, в ходе которых улучшили свои позиции.
Южнее МАЛИНА наши войска выбили противника из нескольких населённых пунктов.

## 16 декабря1943 года. 908-й день войны
Городокская операция. 16 декабря 1-й танковый корпус вышел в район станции Бычиха, где соединился с 5-м танковым корпусом 4-й Ударной армии. Были окружены части 4 пехотных дивизий противника.
Совинформбюро. В течение 16 декабря в районе южнее и юго-восточнее ЧЕРКАССЫ наши войска с боями заняли ряд населённых пунктов и среди них крупные населённые пункты ВЕРГУНЫ, ЧЕРНЯВКА, НОВОСЕЛЬЦЫ, РУБЛЁВКА.
На КИРОВОГРАДСКОМ направлении наши войска отбили контратаки пехоты и танков противника и в ходе боёв овладели несколькими населёнными пунктами.
Южнее МАЛИНА (северо-западнее РАДОМЫШЛЯ) наши войска вели бои по улучшению занимаемых позиций и выбили противника из нескольких населённых пунктов.

## 17 декабря1943 года. 909-й день войны
Городокская операция. В тяжёлых условиях погоды и местности, при острой нехватке боеприпасов советских войскам удалось окружить и в основном уничтожить вражеские войска в межозерье южнее Невеля, овладеть очень важным в оперативном отношении районом, который мог послужить трамплином для броска к Городку и Витебску, так как войска смежных флангов 11-й гвардейской и 4-й ударной армий заняли нависающее положение по отношению к соединениям врага, оборонявшимся на северо-восточных подступах к Городку. Пятидневное наступление привело к очищению от противника всего периметра восточного, северного и западного фасов городокского выступа. До 40 километров расширилась горловина прорыва советских войск южнее Невеля.
Совинформбюро. В течение 17 декабря на КИРОВОГРАДСКОМ направлении наши войска, отбивая контратаки пехоты и танков противника, продолжали вести наступательные бои, в ходе которых улучшили свои позиции.

## 18 декабря1943 года. 910-й день войны
Совинформбюро. В течение 18 декабря на КИРОВОГРАДСКОМ направлении наши войска продолжали вести наступательные бои, в ходе которых выбили противника из нескольких опорных пунктов его обороны. Противник неоднократно пытался контратаковать наши части, но был отброшен с большими для него потерями.

## 19 декабря1943 года. 911-й день войны
Совинформбюро. На днях войска 1-го Прибалтийского фронта под командованием генерала армии БАГРАМЯНА перешли в наступление против немецко-фашистских войск, расположенных южнее НЕВЕЛЯ, и прорвали сильно укреплённую оборонительную полосу противника протяжением по фронту около 80 километров и в глубину до 30 километров…
За пять дней напряжённых боёв нашими войсками освобождено более 500 населённых пунктов и среди них районный центр Витебской области ЕЗЕРИЩЕ, населённые пункты СЕЛИЩЕ, ВЫРОВЛЯ, ШАКУРОВО, КАРЕВЫ, ОВОЛЬ, ТЕЛЕШОВО, ОСИПОВКА, ХАЛАМЕРЬЕ, ЛУТНЯ, МЕХОВОЕ, ЗЕЗЮЛИНО, БЕСЕНЯТА, ХВОШНО, БЕРЕЗНО, БУНАТИНО, ДУБРОВА, ВЫШЕДКИ, МЕДВЕДИ, МАХАЛОВО и железнодорожные станции ЕЗЕРИЩЕ, ГРИБАЧИ, БЫЧИХА.

## 20 декабря1943 года. 912-й день войны
Городокская операция. С утра 20 декабря 11-я гвардейская, 4-я Ударная и 43-я армии продолжили наступление. Основная тяжесть решения задачи по овладению Городком ложилась на 11-ю гвардейскую армию. Городок с трёх сторон окружен водными преградами. Озёра и реки были скованы льдом, но преодолевать открытое ледовое пространство, над которым господствовали береговые высоты было очень трудно. Вокруг Городка была создана мощная оборонительная система, включавшая четыре рубежа, из которых особенно трудным для прорыва был последний, проходивший по окраинам города. Противник, опираясь на подготовленный рубеж, оказывал яростное сопротивление.
Нижнеднепровская стратегическая наступательная операция. Завершилась Нижнеднепровская стратегическая наступательная операция, проходившая с 26 сентября по 20 декабря 1943 года. Войска 2-го, 3-го и 4-го Украинских фронтов завершили освобождение Левобережной Украины в нижнем течении Днепра, блокировали с суши крымскую группировку войск противника и захватили плацдарм на западном берегу Днепра до 400 км по фронту и до 100 км в глубину, который сыграл затем большую роль в освобождении Правобережной Украины.
Продолжительность операции составила 86 суток. Ширина фронта боевых действий — 750—800 км. Глубина продвижения советских войск — 100—300 км. Среднесуточные темпы наступления: стрелковых соединений — 2—4 км, танковых и механизированных — 5—10 км. Численность войск к началу операции — 1506400 человек. Людские потери в операции: безвозвратные — 173201 человек (11,5 %), санитарные — 581191 человек, всего — 754392 человек, среднесуточные — 8772 человек.
Совинформбюро. В течение 20 декабря южнее НЕВЕЛЯ наши войска, продолжая развивать наступление, заняли более 70 населённых пунктов и среди них МАЛАШЕНКИ, ЗАГОРЯНЫ, КОЖЕМЯКИ, ПОЛУЯНОВО, КАЛЬЦЫ, ГРИБУЛИ, ПРИВАЛЬНИ, ВЕРЕЧЬЕ.
В районе КОРОСТЕНЯ наши войска отбили атаки пехоты и танков противника.
Юго-восточнее КИРОВОГРАДА наши войска отбивали контратаки крупных сил пехоты и танков противника и нанесли ему большие потери в живой силе и технике.

## 21 декабря1943 года. 913-й день войны
Городокская операция. В ходе двухдневных ожесточённых боев 11-я гвардейская армия К. Н. Галицкого продвинулись на левом фланге и в центре на 35 километров, прорвав два оборонительных рубежа, на правом же фланге продвижение составило 15 километров. Тем не менее, Городок не был взят, оказался под угрозой срыва замысел на окружение основных вражеских сил, оборонявшихся на его подступах. Противник умело маневрировал и упорно сопротивлялся. Дело осложнилось также необходимостью вывести из боя 1-й танковый корпус. Выявились, к сожалению, и недостатки в управлении войсками.
Совинформбюро. В течение 21 декабря южнее НЕВЕЛЯ наши войска с боями продвигались вперёд и заняли более 100 населённых пунктов, в том числе населённые пункты РОСЛЯКИ, ВАРХИ, БЕСКАТОВО, ХОМЕНКИ, СМОЛОВКА, ЧИСТОПОЛЬЕ, ЗАГУЗЬЕ, КОЗЛОВИЧИ, ШУТНИЦА, КОСОЛАПЫ, ЛУЖАНЫ, БУХАРЕВА, ВОКШЕВО, ГРИБАЛИ и железнодорожную станцию РОСЛЯКИ.
В районе юго-западнее ЖЛОБИНА наши войска успешно отбивали атаки пехоты и танков противника.
В районе КОРОСТЕНЯ наши войска успешно отбили все атаки крупных сил пехоты и танков противника и нанесли ему большие потери в живой силе и технике.
Юго-восточнее КИРОВОГРАДА наши войска отбивали атаки танков и пехоты противника.
В районе ХЕРСОНА наши войска полностью ликвидировали предмостное укрепление немцев на левом берегу ДНЕПРА. Противник понёс при этом большие потери в живой силе и технике.

## 22 декабря1943 года. 914-й день войны
Киевская оборонительная операция (1943). Завершилась Киевская оборонительная операция, проходившая с 13 ноября по 22 декабря 1943 года. В результате 40-дневных оборонительных боёв войска 1-го Украинского фронта отступили на киевском направлении на 35—40 км, обескровив при этом ударную группировку немецких войск, не дав противнику прорваться к Киеву с юго-запада и восстановить оборону на Днепре. Советские войска стабилизировали фронт на рубеже восточнее Черняхова, Радомышля, Ставища, Юровки (см. карту — Киевская наступательная и оборонительная операции 1943 года (112 КБ)) .
Численность войск 1-го Украинского фронта к началу операции — 730000 человек. Людские потери в операции: безвозвратные — 26443 человек (3,6 %), санитарные — 61030 человек, всего — 87473 человек, среднесуточные — 2187 человек.
Манштейн: «По донесению штаба 4 танковой армии, противник потерял около 20000 человек убитыми. То, что наряду со всего лишь 5000 пленных было захвачено и уничтожено 600 танков, 300 орудий и свыше 1200 противотанковых орудий, снова свидетельствовало о том, что техническое оснащение Советской Армии всё время улучшается. Одна треть всех действовавших в районе Киева стрелковых дивизий, а также 4 танковых корпуса, один механизированный и один кавалерийский корпус понесли в этих боях большие потери.»
Битва за Днепр. Завершилась Битва за Днепр, проходившая с 25 августа по 23 декабря 1943 года. Советские войска нанесли тяжёлое поражение основным силам группы армий «Юг» и части сил группы армий «Центр», освободили свыше 38 тысяч населённых пунктов.
Совинформбюро. В течение 22 декабря южнее НЕВЕЛЯ наши войска с боями продвигались вперёд и заняли более 20 населённых пунктов, в том числе населённые пункты ВЕРТЕЯ, БУРАКОВО, КОЗЫРЕВО, СЮБОРОВКА, РУДНЯ.
Юго-западнее ЖЛОБИНА наши войска успешно отбивали атаки пехоты и танков противника и нанесли ему большие потери, особенно в танках.
В районе КОРОСТЕНЯ наши войска успешно отбили все атаки крупных сил пехоты и танков противника и в ходе боёв улучшили свои позиции.
Юго-восточнее КИРОВОГРАДА наши войска успешно отбили атаки пехоты и танков противника и нанесли ему большие потери в живой силе и технике.

## 23 декабря1943 года. 915-й день войны
Городокская операция. 23 декабря в 11 часов началась артиллерийская подготовка перед штурмом Городка. После часовой артиллерийской обработки вражеской обороны 11-я гвардейская армия К. Н. Галицкого и 43-я армия К. Д. Голубева перешли в наступление. Атакующие части ворвались в укрепления третьей оборонительной полосы врага на нескольких ключевых направлениях, а затем и повсеместно. Разгорелись яростные рукопашные схватки в траншеях и ходах сообщения.
Совинформбюро. В течение 23 декабря южнее НЕВЕЛЯ наши войска продолжали вести наступательные бои, в ходе которых заняли несколько населённых пунктов.
Юго-западнее ЖЛОБИНА наши войска отбивали атаки крупных сил пехоты и танков противника и нанесли ему большие потери в живой силе и технике.
В районе КОРОСТЕНЯ наши войска успешно отбили все атаки пехоты и танков противника и в ходе боёв улучшили свои позиции.

## 24 декабря1943 года. 916-й день войны
Городокская операция. Около двух часов ночи 24 декабря был дал сигнал на штурм Городка. 83-я и 26-я гвардейские дивизии наступали с запада, а 11-я гвардейская атаковала с востока. Противник оказал на обоих направлениях упорное сопротивление, открыв плотный огонь по площадям и организовав контратаки с применением танков и самоходок. Тогда на штурм города с севера была брошена 5-я гвардейская дивизия Н. Л. Солдатова. Преодолев русло реки по льду, она ворвались на северную окраину города.
Неприятелю пришлось снять часть сил с восточного фаса городского обвода. Это позволило 11-й гвардейской дивизии А. И. Максимова прорваться на юго-восточную окраину города. На западных подступах к городу 10-я танковая бригада А. О. Бурлыги и 83-я гвардейская дивизия Я. С. Воробьева вышли к вокзалу. Последний узел сопротивления в центре города был взят с помощью артиллерийского и миномётного огня и танкового десанта. Вечером 24 декабря Москва салютовала войскам 1-го Прибалтийского фронта, освободившим Городок.
Днепровско-Карпатская операция. Днепровско-Карпатская стратегическая наступательная операция проходила с 24 декабря 1943 года по 17 апреля 1944 года и представляла собой систему взаимосвязанных по времени и направлению ударов десяти фронтовых операций. Проводилась войсками 1-го, 2-го, 3-го и 4-го Украинских фронтов. На завершающем этапе в ней приняли участие войска 2-го Белорусского фронта.
В рамках данной операции проведены: Житомирско-Бердичевская, Кировоградская, Корсунь-Шевченковская, Ровно-Луцкая, Никопольско-Криворожская, Проскуровско-Черновицкая, Уманско-Ботошанская, Березнеговато-Снигиревская, Полесская и Одесская фронтовые наступательные операции.
Житомирско-Бердичевская операция. Началась Житомирско-Бердичевская наступательная операция войск 1-го Украинского фронта (1-я гвардейская, 13, 18, 27, 38, 40 и 60-я армии, 3-я гвардейская и 1-я танковые армии, 2-я воздушная армия С. А. Красовского), продолжавшаяся до 14 января 1944 года (см. карту — [militera.lib.ru/memo/russian/moskalenko-2/s08.jpg Житомирско-Бердичевская операция (230 КБ)]) .
Артиллерийская подготовка была начата на 15 минут раньше назначенного времени случайным залпом одной реактивной установки, поддержанным остальными машинами и огнём артиллерии по всей полосе наступления 1-го Украинского фронта. Расследование случившегося начальником контрразведки и прокурором фронта, начавшееся в то же утро по приказу Г. К. Жукова, показало, что артиллерийская подготовка не была сорвана. Она только началась прежде установленного срока, но проводилась согласно запланированному графику. Так как пехота и танки были готовы к переходу в наступление и находились на исходных позициях, то им была дана команда перейти в атаку на 15 минут ранее запланированного срока на 51 минуте артиллерийской подготовки.
В результате артиллерийской и авиационной подготовки огневая система противника на переднем крае и в ближайшей глубине была подавлена, а основная масса огневых средств уничтожена. Атакующие части двигались вперёд, не встречая серьёзного сопротивления, с темпом 2—3 км в час. Только во второй половине дня на рубеже Брусилов, Соловьевка, Турбовка противник попытался организовать оборону. Создав там отдельные очаги сопротивления, он предпринимал контратаки силами до батальона пехоты с 8—10 танками. Лишь в районе Соловьевки в контратаке врага участвовало до 30 танков.
Тактическая зона обороны врага в полосе 38-й армии была прорвана на 20 км по фронту и до 12 км в глубину. Таких же успехов достигли 1-я гвардейская армия А. А. Гречко и 18-я армии К. Н. Леселидзе. В 14.00 в прорыв введены 3-я гвардейская танковая армия П. С. Рыбалко и 1-я танковая армия М. Е. Катукова. Из-за короткого декабрьского дня часть задач не удалось выполнить до конца. Атакующие только успели подойти к намеченному рубежу. Брусилов и лес южнее не были очищены от противника. Соловьёвка была занята только частично. С наступлением темноты войска закрепились на достигнутых рубежах, а частью сил продолжали выполнение задачи дня. В 1 час 30 минут был освобождён от противника Брусилов, а вслед за ним и остальная часть населённого пункта Соловьевка.
Совинформбюро. Войска 1-го Прибалтийского фронта, развивая стремительное наступление, 24 декабря штурмом овладели городом и крупной железнодорожной станцией ГОРОДОК, а также заняли более 60 других населённых пунктов; среди них крупные населённые пункты МИШНЕВИЧИ, БЫВАЛИНО, БЕРЁЗОВКИ, БУБНЫ, СТРАНАДКИ, МАЛОЕ КАШО, СЫРОВНЯ, ВОЛКОВО, СИМАНЯТА.
В течение 24 декабря юго-западнее ЖЛОБИНА наши войска успешно отбивали атаки крупных сил пехоты и танков противника.

## 25 декабря1943 года. 917-й день войны
Городокская операция. После потери Городка противник в ночь на 25 декабря начал отводить свои 3-ю, 4-ю авиаполевые дивизии и 6-й армейский корпус на ранее подготовленный рубеж, охватывающий Витебск.
Житомирско-Бердичевская операция. 25 декабря в 9 часов 20 минут, после 30-минутной артподготовки, советские войска возобновили наступление. Противник в беспорядке продолжал отходить в юго-западном направлении. Только на отдельных участках он вёл артиллерийский огонь из глубины и производил безуспешные контратаки небольшими группами танков и пехоты.
В этот день перешла в наступление и ударная группировка 40-й армии (Ф. Ф. Жмаченко) в составе трёх стрелковых дивизий. Она прорвала оборону противника в юго-западном направлении на участке Мохначка, Волица и, выполнив поставленную задачу, способствовала частям 38-й и 1-й танковой армий в овладении м. Корнин.
1-я танковая армия к концу дня смогла оторваться от пехоты и выйти на оперативный простор. Она обогнала войска 38-й армии на 12—15 км, а их передовые отряды — на 25—30 км. Железная дорога Житомир—Фастов была преодолена на всём её протяжении в полосе 38-й армии.
Ближайшая задача ударной группировки фронта была выполнена: войска в течение двух суток прорвали вражескую оборону на 80 км по фронту и на 40 км в глубину. Тяжёлые поражения были нанесены танковым дивизиям противника — 8, 19, 23-й, СС «Рейх», а также 68-й пехотной и 213-й охранной дивизиям.
Немецкое командование поспешно приступило к переброске 48-го танкового корпуса, в составе трёх танковых дивизий — 1-й, 7-й и СС «Адольф Гитлер», из района Коростеня на юг, готовясь преградить советским войскам путь на Житомир.
Совинформбюро. В течение 25 декабря на ВИТЕБСКОМ направлении наши войска продолжали успешно развивать наступление и с боями заняли более 200 населённых пунктов; в том числе крупные населённые пункты ГРЯДА, СЛОБОДКА, ФИЛИПЕНКИ, СТАЙКИ, СЛОБОДА, СТЫРИКИ, НОВКА, БУДИСЛОВО, ИЗАХОВО, КУРИНО, РЫБАКИ, ПЕНКЛОВИЧИ, МИШУТКИ, ЖЕБЕНТЯИ, КОСОВО и железнодорожную станцию ЗАЛУЧЬЕ. Нашими войсками перерезана шоссейная дорога ВИТЕБСК — ПОЛОЦК.
Юго-западнее ЖЛОБИНА наши войска отбили все атаки пехоты и танков противника и нанесли ему большие потери в живой силе и технике.

## 26 декабря1943 года. 918-й день войны
Житомирско-Бердичевская операция. 26 декабря перешли в наступление 15-й стрелковый корпус 60-й армии (И. Д. Черняховский) и правофланговый 11-й стрелковый корпус 1-й гвардейской армии (А. А. Гречко) 1-го Украинского фронта (Ватутин, Николай Фёдорович). Их задача заключалась в разгроме вражеских войск в районе г. Радомышль с целью обеспечения правого фланга главной ударной группировки фронта. На левом её фланге 40-я армия (Ф. Ф. Жмаченко) после завершённого накануне успешного обхода узла сопротивления противника в Корнине развернула свою ударную группу в юго-восточном направлении и продвигалась на Белую Церковь.
К тому времени войска 38-й армии (К. С. Москаленко), встречая слабое сопротивление, продвинулись более чем на 20 км, освободили станцию Попельня и перерезали железную дорогу, соединяющую Фастов и Казатин.
Совинформбюро. На днях войска 1-го Украинского фронта под командованием генерала армии ВАТУТИНА перешли в наступление против немецко-фашистских войск, расположенных южнее РАДОМЫШЛЬ, и прорвали фронт противника протяжением около 80 километров и в глубину до 40 километров…
За три дня наступления нашими войсками освобождено более 150 населённых пунктов и среди них город РАДОМЫШЛЬ и три районных центра Житомирской области БРУСИЛОВ, КОРНИН, ПОПЕЛЬНЯ, а также крупные населённые пункты РУДНЯ, ГУТА ЗАБЕЛОЦКА, РАКОВИЧИ, СТАВИЩЕ, ЗАБЕЛОЧЬЕ, КОЧЕРОВО, ВЫСОКОЕ, МЕСТЕЧКО, ВОЙТАШИВКА, ПРИВОРОТЬЕ, ОЗЕРЯНЫ, ОСОВЦЫ, ЛАЗАРЕВКА, ЮЗЕФОВКА, ВИЛЬНЯ, КАРАБАЧИН, ДУБРОВКА, ЯСТРЕБЕНЬКА, ВОДОТЫЙ, МОРОЗОВКА, ХОМУТЕЦ, ВИЛЬШКА, ЗДВИЖКА, БОЛЯЧЕВ, ЗАПАДНЯ, СОЛОВЬЁВКА, ДИВИН, ГНИЛЕЦ, ЛИСОВКА, ТУРБОВКА, ОЗЁРА, ХОДОРКОВ, СОБОЛЕВКА, КОРОЛЁВКА, ЛИПКИ, ВЕРБОВ, КОТЛЯРКА, КОЙЛОВКА, МОХНАЧКА и железнодорожные станции ВОЛИЦА, КРИВОЕ, СКОЧИЩЕ, ПОПЕЛЬНЯ.
В боях разгромлены четыре танковых дивизии немцев, в том числе танковая дивизия СС «Рейх» и шесть пехотных дивизий…
В течение 26 декабря наши войска на ВИТЕБСКОМ направлении продолжали наступление и с боями заняли более 60 населённых пунктов, в том числе населённые пункты КАБАК, ШУНЬКИ, НОВАЯ ИГУМЕНЩИНА, ЖЕРЕБИЧИ, ЗАХОД, БЕЛЯНКИ (25 километров северо-западнее ВИТЕБСКА), КАБИЩЕ, ХОМЯКОВО, ЗАДУБРОВКА, ПЕЛЁНКИ, БЕЛЫНОВИЧИ, ЯСЬКОВА, СТУГРОВА (13 километров восточнее ВИТЕБСКА), ГАЙДУКИ, ВАСЬКОВА, КООПТИ, СВЕРЧКИ, МЯТЛИ, МИСНИКИ и железнодорожную станцию КРЫНКИ.

## 27 декабря1943 года. 919-й день войны
Житомирско-Бердичевская операция. 27 декабря ударная группировка фронта в составе 1-й гвардейской, 18-й, 38-й, 1-й танковой и 3-й гвардейской танковой армий продолжала наступление. Противник на житомирском направлении ввёл в бой 48-й танковый корпус, в составе трёх танковых дивизий — 1-й, 7-й и СС «Адольф Гитлер», переброшенные из района Малина, и 18-ю артиллерийскую дивизию, прибывшую из-под Белой Церкви. Немцы резко усилили сопротивление и предприняли многочисленные контратаки в районе Коростышева. Все атаки были отбиты, и советские войска в течение дня вновь продвинулись до 25 км. Главные силы 38-й армии овладели населёнными пунктами Гардышевка, Андрушевка, Павелки, Вчерайше, Быстровка, Паволочь, а её передовые отряды, вырвавшись вперед, находились уже в 40—45 км от важного узла шоссейных и железных дорог Казатина. Несколько медленнее наступала 18-я армия, преодолевавшая лесной массив восточнее Житомира.
Совинформбюро. В течение 27 декабря на ВИТЕБСКОМ направлении наши войска продолжали вести наступательные бои, в ходе которых заняли более 30 населённых пунктов и среди них населённые пункты НОВОСЕЛКИ, ДВОРИЩЕ, ХУДЕНИ, СИЛКИ, ШУХВОСТЫ, ТРИНИВКИ, ЛУЩИХА, ТЯКОВА. Нашими войсками перерезана железная дорога ВИТЕБСК — ПОЛОЦК.
Войска 1-го УКРАИНСКОГО фронта продолжали успешно развивать наступление и овладели районными центрами Житомирской области АНДРУШЕВКА, ВЧЕРАЙШЕ, а также заняли более 100 других населённых пунктов, среди которых крупные населённые пункты БОРЩЁВ, ВЕРЛООК, КИЧКИРЫ, ГЛИНИЦА, ЮРОВКА, ИВАНОВКА, ЛЕНИНО, МИНИНЫ, ГОРОДСК, РАДОВКА, ШАХВОРОСТИВКА, ИВНИЦА, СТЕПОК, ЯРОПОВИЧИ, ВОЛИЦА, ЗАРУБИНЦЫ, ЗАБАРА,ГАРАПОВКА, МИНЬКОВЦЫ, ЛЕБЕДИНЦЫ, БРОВКИ, ХАРЛЕЕВКА, МАКАРОВКА, АНДРУШКИ, ПАРИПСЫ, САВЕРЦЫ, ПОЧУЙКИ, КОЖАНКА, ТРИЛЕСЫ, НОВОСЕЛИЦА, ЯХНЫ и железнодорожные станции ЯРОПОВИЧИ, СТЕПОК, ТРИЛЕСЫ, КОЖАНКА, ПАРИПСЫ, БРОВКИ, АНДРУШЕВКА.
Севернее КИРОВОГРАДА наши войска отбили атаки пехоты и танков противника.

## 28 декабря1943 года. 920-й день войны
Житомирско-Бердичевская операция. Перешли в наступление 13-я (Пухов, Николай Павлович) и 60-я (Черняховский, Иван Данилович) армии. 13-я армия, обходя Коростень с севера и юга, освободила около 150 населённых пунктов. 60-я армия, усиленная двумя танковыми корпусами, продвинулась более чем на 40 км в направлении г. Черняхов. Успешно продвигались вперёд на Житомир 1-я гвардейская (Гречко, Андрей Антонович), 18-я (Леселидзе, Константин Николаевич) и 3-я гвардейская танковая (Рыбалко, Павел Семёнович) армии. Напряжённые бои с танками и пехотой противника завязались на флангах 38-й армии (Москаленко, Кирилл Семёнович). 1-я танковая армия (Катуков, Михаил Ефимович), нанеся поражение частям 20-й моторизованной дивизии, освободила Казатин.
Совинформбюро. В течение 28 декабря на ВИТЕБСКОМ направлении наши войска, преодолевая сопротивление и контратаки противника, продолжали вести наступательные бои, в ходе которых заняли несколько населённых пунктов.
Войска 1-го УКРАИНСКОГО фронта продолжали наступление и овладели городом КОРОСТЫШЕВ, районным центром Житомирской области ПОТИЕВКА, а также заняли более 60 других населённых пунктов, среди которых крупные населённые пункты БЕХИ, КОЗИНОВКА, ЗЛОБИЧИ, СТАРИКИ, ДОБРЫНЬ, БУДИЛОВКА, ВИХЛЯ, СТАРАЯ БУДА, ОБЛИТКИ, ЗАНЬКИ, ЛЯХОВАЯ, ЧАЙКОВКА, ФИЛИППОВИЧИ, КАЙТАНОВКА, БЕРЁЗОВКА, МИНЕЙКИ, ТЕСНОВКА, СМОЛОВКА, НЕХВОРОЩ, МОИСЕЕВНА, ПАВОЛОЧЬ.
Севернее КИРОВОГРАДА наши войска отбивали атаки крупных сил пехоты и танков противника и нанесли ему большие потери в живой силе и технике.

## 29 декабря1943 года. 921-й день войны
Житомирско-Бердичевская операция. 29 декабря 13-я и 60-я армии овладели городами Коростень и Черняхов, а приданные им танковые корпуса, оторвавшись от стрелковых дивизий, прошли на 15—30 км больше. 4-й гвардейский танковый корпус П. П. Полубоярова освободил город Червоноармейск и перерезал железную дорогу и шоссе, идущие от Житомира на Новоград-Волынский. 18-я армия форсировала р. Гуйва и обходила Житомир с юга.
Наиболее ожесточенные бои происходили на правом фланге 38-й армии. Здесь на узком участке фронта противник предпринял контратаку силами до 110 танков и потеснил наши правофланговые части, захватив три населённых пункта.
29 декабря 27-я армия после двухдневных боев также продвинулась вперёд.
Совинформбюро. В течение 29 декабря на ВИТЕБСКОМ направлении наши войска продолжали вести наступательные бои, в ходе которых заняли несколько населённых пунктов и среди них населённые пункты КОЗЛЫ, КОРОЛИ, ЗАБОРЦЫ, ЛОСВИДА, БОРОВНЯ, УГЛЯНЫ, КРАСНЫЙ ДВОР.
Войска 1-го УКРАИНСКОГО фронта, преодолевая сопротивление противника, продолжали успешно развивать наступление и овладели городом и железнодорожным узлом КОРОСТЕНЬ, городом и крупной железнодорожной станцией ЧЕРНЯХОВ, городом и железнодорожной станцией СКВИРА, а также заняли более 250 населённых пунктов, среди которых крупные населённые пункты ЧИГИРИ, КУПИЩЕ, БЕЛОШИЦЫ, КОВАЛИ, КРАПИВНЯ, НЕБИЖ, САЛЫ. СЕЛЕЦ, ЖАДЬКИ, БРАЖИНКА, ВЫДЫБОР, ГОРБУЛЁВ, АНДРЕЕВ, БЕЖЕВ, СЛИПЧИЦЫ, ТОРЧИН, КАМЕННЫЙ БРОД, СТАРОСЕЛЬЦЫ, ГУМЕННИКИ, СТУДЕНИЦА, СТРИЖЁВКА, ЛЕВКОВ, ВОЛОСОВ, СТАРАЯ и НОВАЯ КОТЕЛЬНЯ, КРАСОВКА, БЕЛОПОЛЬЕ, РАДЗИВИЛОВКА, ВЕРНИ-ГОРОДОК, МАЛАЯ ЧЕРНЯВКА, МАЛЫЕ НИЖГУРЦЫ, КАРАБЧЕЕВ, ВЕРХОВНЯ, КРИВОШЕИНЦЫ, КРЫЛОВКА, СЕЛЕЗЁНОВКА, КРАСНОЛЕСЫ, ВИНИЦКИЕ СТАВЫ и железнодорожные станции КЛОЧКИ, УШОМИР, ВЫГОВ, ТУРЧИНКА, ФАСОВО, ГРАДА, КОРЧМА, ПАЛЕНИЧЕНЦЫ.
Севернее КИРОВОГРАДА наши войска успешно отбивали атаки крупных сия пехоты и танков противника и нанесли ему большие потери в живой силе и технике.
В излучине ДНЕПРА, западнее города ЗАПОРОЖЬЕ, наши войска перешли в наступление и с боями заняли более 30 населённых пунктов и среди них пригород города ЗАПОРОЖЬЕ на правом берегу ДНЕПРА, а также крупные населённые пункты ЗЕЛЁНЫЙ ГАЙ, ЛУКАШЁВКА, ВЕЛИКИЙ ЛУГ, ХОРТИЦА, КАНЦЕРОВКА, БАБУРКА, НИЖНЯЯ ХОРТИЦА, РАЗУМОВКА, НОВО-ФЁДОРОВКА и очистили от противника остров ХОРТИЦА.

## 30 декабря1943 года. 922-й день войны
Житомирско-Бердичевская операция. К 30 декабря войска 1-го Украинского фронта прорвали оборону противника на 300 км по фронту и более чем на 100 км в глубину. Потери понесли восемь танковых, одна моторизованная, четырнадцать пехотных и две охранные дивизии противника.
Совинформбюро. Войска 1-го УКРАИНСКОГО фронта, продолжая развивать успешное наступление, овладели городом и важнейшим железнодорожным узлом КАЗАТИН, городом ВОЛОДАРСК-ВОЛЫНСКИЙ, городом ЧЕРВОНОАРМЕЙСК, районными центрами. Житомирской области ЛУГИНЫ, РУЖИН, а также заняли более 300 других населённых пунктов, среди которых крупные населённые пункты БОЛСУНЫ, ДАВИДКИ, УШОМИР, ГУТА, МОШКОВКА, КРАЕВЩИНА, СУХОВОЛЯ, ЗУБРИНКА, ДАВИДОВКА, ГРУШКИ, НОВОПОЛЬ, КЛИТИЩЕ, ИВАНКОВ, ВИЛЬСК, ЗОРОКОВ, ВЫСОКОУКРАИНСКОЕ, ТРОКОВИЧИ, ГОРОДИЩЕ, ЛЕЩИН, БОЛЬШИЕ МОШКОВЦЫ, ЧЕРВОННОЕ, ЧЕХИ, СИНГАЕВКА, ГЛУХОВЦЫ. ПЛЯХОВА, БЕЛИЛОВКА, БАЛАМУТОВКА, МОЛЧАНОВКА, БЕРЕЗЯНКА, РУДА, ДРОЗДЫ, СИДОРЫ, УСТИНОВКА.
В излучине ДНЕПРА, западнее ЗАПОРОЖЬЕ, наши войска с боями продвигались вперёд и заняли более 30 населённых пунктов, в том числе районный центр Днепропетровской области ТОМАКОВКА, крупные населённые пункты ЧУМАКИ, КИТАЙГОРОДКА, ПРЕОБРАЖЕНКА, ШИРОКОЕ, МИХАЙЛОВКА, ПАВЛОВКА, МАРЬЕВКА, БЕЛЕНЬКОЕ и железнодорожные станции КАНЦЕРОВКА, КОЛХОЗНАЯ, 2-й ДНЕПРОСТРОЙ.

## 31 декабря1943 года. 923-й день войны
Городокская операция. К исходу 31 декабря советские войска вышли к заранее подготовленному противником оборонительному рубежу северо-западнее Витебска, где перешли к обороне. Завершилась Городокская операция, проходившая с 13 по 31 декабря 1943 года. Войска 1-го Прибалтийского фронта прорвали пять оборонительных рубежей противника, нанесли поражение 6 пехотным и 1 танковой дивизиям противника, заняли район до 170 километров по фронту и до 60 километров в глубину, освободили 2623 населённых пункта, ликвидировали Городокский выступ, создали условия для наступления на витебском направлении.
В ходе операции советские войска заняли нависающее положение по отношению к северному флангу группы армий «Центр» и нарушили её фланговую связь с группой армий «Север». Противник вынужден был начать отвод 16-й армии группы армий «Север» от Невеля, продолжавшийся с 30 декабря 1943 года по 8 января 1944 года. Это дало возможность продвинуться вперед 2-му Прибалтийскому фронту. Уже к 4 января его войска достигли линии Новосокольники, Лошково, озеро Ущо, пройдя 30—40 километров без боя.
Завершилась Невельско-Городокская наступательная операция войск 1-го Прибалтийского фронта, проходившая с 6 октября по 31 декабря 1943 года. Численность войск 1-го Прибалтийского фронта к началу операции — 1980000 человек. Людские потери в операции: безвозвратные — 43551 человек (2,2 %), санитарные — 125351 человек, всего — 168902 человек, среднесуточные — 1941 человек.
Житомирско-Бердичевская операция. Севернее Житомира продолжали наступать 13-я и 60-я армии, подвижные части которых блокировали Новоград-Волынский и отрезали пути отхода из Житомира на запад. Противник вынужден был отводить свои войска на юго-запад. 31 декабря Житомир был вторично освобожден войсками 1-й гвардейской и 18-й армий.
На всем фронте 38-й армии противник вёл сдерживающие оборонительные бои. Сильное сопротивление неприятель оказывал на правом фланге армии на рубеже Комсомольское, Турбов, где дивизии 74-го стрелкового корпуса Ф. Е. Шевердина продолжали медленно продвигаться вперед. В центре и особенно на левом фланге враг оказывал слабое сопротивление и отходил в сторону Винницы и на юг.
Успешно продвигался на юг также правый фланг 40-й армии, наступавший на уманском направлении. Бои шли в 50 км к югу от Белой Церкви в районе населённых пунктов Черепин, Стрижевка. Левофланговые части 40-й армии сражались за Белую Церковь. Они охватили город с трёх сторон, свободными оставались только дороги на восток.
Совинформбюро. В течение 31 декабря западнее НЕВЕЛЯ наши войска вели наступательные бои, в ходе которых заняли более 60 населённых пунктов и среди них АСТРИЛОВО, АЛЯБЛЕВО, МИШОВО, БАЛАКИРЕВА, МОСЕЕВО, ВЕЛИКОЕ СЕЛО, ПОГРЕБИЩЕ, ГОРОДИЩЕ, ЩЕРБАКИ, ДЕМЕШКИНО, КОПАЧЁВО.
На ВИТЕБСКОМ направлении наши войска вели наступательные бои, в результате которых выбили противника из нескольких сильно укреплённых опорных пунктов его обороны и перерезали шоссе ВИТЕБСК — ОРША.
Войска 1-го УКРАИНСКОГО фронта, в результате смелого манёвра и решительного штурма, овладели областным центром Украины городом и железнодорожным узлом ЖИТОМИР, а также с боями заняли более 150 населённых пунктов, в том числе районный центр Винницкой области город ПОГРЕБИЩЕ, крупные населённые пункты ЛУГИНКИ, КРАСНОСТАВЬЕ, КОЛЦКИЕ, ОСТАПЫ, РАДГОЩА, БОНДАРЕВКА, УЩИЦА, СУШКИ, СТАРАЯ БУДА, ВАЦЛАВПОЛЬ, КОЛОДИЕВКА, ВЫШПОЛЬ, ВЕРЕСЫ, ПЕСКИ, ВЕРТОКИЕВКА, КОДНЯ, СКАКОВКА, БОЛЬШИЕ НИЗГУРЦЫ, ЖУРБИНЦЫ, НЕМИРИНЦЫ, СТАРОСТИНЦЫ, НОВОФАСТОВ, ШАЛИЕВКА, ШАМРАЕВКА, ПОЛОГИ, ТРОСТЯНСКАЯ НОВОСЕЛИЦА, СТЕПАНОВНА и железнодорожные станции ЛУГИНЫ, ЕМЕЛЬЯНОВКА, ПРЯЖЕВО, КОДНЯ, МАХАРИНЦЫ, РАСТОВИЦА, ЗАРУДИНЦЫ, РЖЕВУССКАЯ.
В излучине ДНЕПРА, западнее ЗАПОРОЖЬЕ, наши войска продолжали вести наступательные бои, в ходе которых заняли несколько населённых пунктов; среди них АЛЕКСАНДРОВКА, КРАСНЫЙ, КАТЕЩИНО, ВЛАДИМИРСКИЙ, МИРОЛЮБОВКА, ЖМЕРИНО.

## Перечень карт
1. Общий ход военных действий во втором периоде Великой Отечественной войны. Ноябрь 1942 г. — декабрь 1943 г. 421 КБ 
2. Битва за Днепр (330 КБ) (недоступная ссылка)
3. Керченско-Эльтигенская десантная операция (162 КБ)
4. Городокская наступательная операция (79 КБ) (недоступная ссылка)
5. Киевская наступательная и оборонительная операции 1943 года (112 КБ)
6. [militera.lib.ru/memo/russian/moskalenko-2/s08.jpg Житомирско-Бердичевская операция (230 КБ)]

## Список литературы
1. ↑  История Великой Отечественной войны Советского Союза 1941—1945. Том четвёртый. Воениздат. МО СССР М. −1961 Архивная копия от 17 мая 2012 на Wayback Machine (стр. 13)
2. ↑  [militera.lib.ru/h/sb_vi_12/index.html Сборник военно-исторических материалов Великой Отечественной войны. Вып. 12. — М.: Воениздат, 1953.] (стр. 100)
3. ↑  [militera.lib.ru/memo/russian/kuznetsov2/index.html Кузнецов Н. Г. Курсом к победе. — М.: Голос, 2000.] (стр. 345)
4. ↑  Сводки, сообщения Совинформбюро и Приказы Верховного Главнокомандующего Вооруженными Силами СССР. 1941—1945 гг. Дата обращения: 1 января 2009. Архивировано 12 августа 2010 года.
5. 1 2 3 4 5  Россия и СССР в войнах XX века. Потери вооруженных сил: Статистическое исследование. / Под общ. ред. Г. Ф. Кривошеева. М.: Олма-Пресс, 2001. Дата обращения: 1 января 2009. Архивировано из оригинала 5 мая 2008 года.
6. ↑  [militera.lib.ru/memo/russian/bagramyan2/index.html Баграмян И.X. Так шли мы к победе. — М.: Воениздат, 1977.] (стр. 272)
7. ↑  [militera.lib.ru/memo/german/manstein/index.html  Манштейн Э. Утерянные победы. — М.: ACT; СПб Terra Fantastica, 1999] (стр. 569)
8. ↑  [militera.lib.ru/memo/russian/moskalenko-2/index.html Москаленко К. С. На Юго-Западном направлении. 1943—1945. Воспоминания командарма. Книга II. — М.: Наука, 1973.] (стр. 221)